# بخش برانزویک، شهرستان کانابک، مینه سوتا
بخش برانزویک (به انگلیسی: Brunswick Township) یک منطقهٔ مسکونی در ایالات متحده آمریکا است که در شهرستان کانابک واقع شده‌است.
 بخش برانزویک ۹۱٫۶ کیلومتر مربع مساحت و ۱٬۲۶۳ نفر جمعیت دارد و ۳۰۲ متر بالاتر از سطح دریا واقع شده‌است.